# José Jesús Márquez
José Jesús Márquez Sánchez (19 de mayo de 1973) es un deportista español que compitió en taekwondo. Ganó dos medallas de oro en el Campeonato Mundial de Taekwondo en los años 1995 y 1997, y una medalla de oro en el Campeonato Europeo de Taekwondo de 1998.

## Palmarés internacional
| Campeonato Mundial | Campeonato Mundial       | Campeonato Mundial | Campeonato Mundial |
| Año                | Lugar                    | Medalla            | Categoría          |
| ------------------ | ------------------------ | ------------------ | ------------------ |
| 1995               | Manila (Filipinas)       | Medalla de oro     | –76 kg             |
| 1997               | Hong Kong (China)        | Medalla de oro     | –76 kg             |
| Campeonato Europeo |                          |                    |                    |
| Año                | Lugar                    | Medalla            | Categoría          |
| 1998               | Eindhoven (Países Bajos) | Medalla de oro     | –78 kg             |